# HNLMS Gruno
Le HNLMS Gruno ou Hr.Ms. Gruno est une canonnière de la classe Brinio de la Koninklijke Marine (Marine royale néerlandaise) ayant servi pendant la première et Seconde Guerre mondiale.

## Construction
La quille du Gruno a été posée le 12 février 19121 au chantier naval Rijkswerf de Amsterdam. Il a été mis à l'eau le 26 mai 1913. Le 15 juillet 1915, il est mis en service dans la marine néerlandaise.

## Histoire
Les Pays-Bas étant un pays neutre, le Gruno n'a pas participé de manière active à la Première Guerre mondiale.

### Seconde Guerre mondiale
Contrairement à ses navires-jumeaux (sister-ships) le Brinio et Friso , le Gruno réussit à s'échapper au Royaume-Uni. Dans la nuit du 14 mai, il quitte les Pays-Bas pour l'Angleterre où le navire arrive à l'embouchure de la Tamise le 15 mai.
Du 29 mai 1940 à mars 1942, le Gruno est utilisé comme navire de surveillance et fait partie de la flottille de défense locale de la Tamise. Il sert de garde et d'escorte jusqu'en mars 1942, date à laquelle il est mis en sommeil jusqu'au 23 novembre 1942.
Remis en service, il fait à nouveau partie de la flottille de défense locale de la Tamise et réalise des escortes du 12 mai 1943 au début du mois de mai 1944.
Il navigue le 11 mai de Southend à Harwich, où il est désarmé le 16 mai pour servir de navire d'hébergement. Il navigue de Harwich à IJmuiden, en Hollande, via Ostende, entre le 1er et le 3 juin 1945, après quoi il a été utilisé comme navire de logement pour le service de dragage de mines.
Il est désarmé en janvier 1950, puis vendu à la casse en 1959.